# Hans Joachim Sewering
Hans Joachim Sewering (* 30. Januar 1916 in Bochum; † 18. Juni 2010 in Dachau) war ein deutscher Arzt, Internist und ärztlicher Standespolitiker.

## Leben
Hans Joachim Sewering wurde als Sohn eines Bergarbeiters geboren. Im Jahr 1933 trat er in die SS (Mitgliedsnummer 143.000) ein. Im folgenden Jahr wurde er Mitglied der NSDAP (Mitgliedsnummer 1.858.805). 1935 wurde er Mitglied der Münchener Burschenschaft Franco-Bavaria, der er lebenslang angehören sollte. Nach dem Medizinstudium in München und Wien mit Staatsexamen und Promotion arbeitete er zunächst von 1942 an als Assistenzarzt in einer Tuberkuloseheilanstalt in Schönbrunn bei Dachau. Er hatte sich auch um Pfleglinge eines Behindertenheims zu kümmern. Von dort überwies er die damals 13-jährige Patientin Babette Fröwis in die sog. „Kinderfachabteilung“ der Heil- und Pflegeanstalt Eglfing-Haar, wo sie zwei Wochen später verstarb – vermutlich als eins der zahlreichen Opfer, die in Eglfing-Haar im Rahmen der nationalsozialistischen Aktion T4 ermordet wurden. Laut neueren Aktenfunden liegen neun individuell abgefasste Überweisungen Sewerings nach Eglfing-Haar vor, wovon fünf Patienten dort zu Tode kamen. Sewering bestritt zeitlebens, gewusst zu haben, was mit den Patienten in Eglfing-Haar geschah.
1947 ließ Sewering sich nach seiner Krankenhauszeit als Internist für Lungen- und Bronchialheilkunde in eigener Praxis in Dachau nieder. Bald darauf wurde er Mitglied der CSU und engagierte sich berufspolitisch. 1951 wurde er in den Vorstand der Kassenärztlichen Vereinigung Bayerns gewählt und war von 1972 bis 1992 deren Vorstandsvorsitzender. Von 1952 bis 1992 war Sewering Mitglied in der Vertreterversammlung der Kassenärztlichen Bundesvereinigung. Er war ein wesentlicher Gestalter des Kassenarztrechts in der Bundesrepublik. Die freien Berufe vertrat Sewering von 1971 bis 1992 als Mitglied des Bayerischen Senats. Von 1955 bis 1991 war Sewering Präsident der Bayerischen Landesärztekammer und Mitglied des Vorstands der Bundesärztekammer. Von 1959 bis 1973 war er deren Vizepräsident, dann bis 1978 Präsident sowie gleichzeitig Präsident des Deutschen Ärztetages. Hier brachte er maßgebliche Reformvorstellungen zur Approbationsordnung für Ärzte ein. Auch die Muster-Weiterbildungsordnungen der 1970er Jahre, von 1987 und 1991 gehen wesentlich auf Sewering zurück. Er regte Gutachterkommissionen / Schlichtungsstellen bei den Landesärztekammern an. Sewering festigte die langfristige Sicherung der ärztlichen Versorgungswerke und öffnete sie auch den angestellten Ärzten. Sewering war seit dessen Gründung 1959 Vertreter der Bundesärztekammer im Ständigen Ausschuß der Ärzte der Europäischen Gemeinschaft und war 1965 bis 1968 deren Generalsekretär. Er förderte auch den Dialog mit den ärztlichen Organisationen der Nachbarstaaten der EU und war als Berater am Aufbau einer ärztlichen Selbstverwaltung in den osteuropäischen Staaten nach dem Fall des Kommunismus 1990 beteiligt. 1993 strebte Sewering die Präsidentschaft des Weltärztebundes an, nachdem er sich dort von 1966 bis 1992 im Vorstand engagiert und als Schatzmeister dessen finanziellen Fortbestand gesichert hatte. Proteste aus dem Ausland führten zum Verzicht auf die Kandidatur, was aber nach Karsten Vilmar nicht als Schuldanerkenntnis gewertet werden sollte.
1993 erstattete Babette Fröwis’ Bruder Strafanzeige wegen Beteiligung an der Ermordung seiner Schwester, doch die Staatsanwaltschaft München stellte 1995 die Ermittlungen ein, weil sie Sewerings Einlassungen für „vollkommen glaubwürdig“ hielt. Die Bundesärztekammer versuchte zuerst die neuen Erkenntnisse zu Sewering zu ignorieren. Noch in der Laudatio zu seinem 80. Geburtstag war im Deutschen Ärzteblatt kein kritisches Wort zu den Vorwürfen gegen Sewering bezüglich einer möglichen Verstrickung in die Euthanasie-Verbrechen der Nationalsozialisten zu lesen. Bei einer Würdigung zehn Jahre später wurde immerhin nicht nur seine umstrittene Rolle beim Tod Babette Fröwis’, sondern darüber hinaus auch ein Abrechnungsskandal in den 1970er Jahren erwähnt. Allerdings erschien anlässlich seines Todes ein Nachruf im Deutschen Ärzteblatt, in dem die Autoren Bundesärztekammerpräsident Jörg-Dietrich Hoppe und sein Vorgänger Karsten Vilmar unter dem Titel Gestalter im Dienst der Ärzteschaft die Worte „Nationalsozialismus“ und „Drittes Reich“ nicht einmal erwähnten – geschweige denn Sewerings Verstrickung in den NS-Staat. Das rief den Protest einer Gruppe von über 80 Medizinhistorikern, Wissenschaftshistorikern, Ärzten und Psychotherapeuten – an ihrer Spitze der Münchner Historiker Gerrit Hohendorf, der Vorsitzende des Verbandes für Medizingeschichte Heiner Fangerau und die Präsidentin der Gesellschaft für Wissenschaftsgeschichte Bettina Wahrig – hervor, die sich in einem offenen Brief an die Bundesärztekammer darüber beschwerten, dass nicht offen mit der nationalsozialistischen Vergangenheit von Ärztekammerfunktionären umgegangen werde. Dieses Schreiben wurde in der Ausgabe 31/32 des Deutschen Ärzteblattes vom 9. August 2010 veröffentlicht.

## Ehrungen und Auszeichnungen
- 1968: Honorarprofessur für Sozialmedizin und ärztliche Rechts- und Berufskunde an der Technischen Universität München
- 1969: Bundesverdienstkreuz 1. Klasse
- Ehrendoktorwürde der Medizinischen Fakultät der Technischen Universität München
- 1973: Bayerische Staatsmedaille für soziale Verdienste
- 1991: Ehrenmitglied des Vorstands der Bundesärztekammer
- 1992: Paracelsus-Medaille, höchste Auszeichnung der deutschen Ärzteschaft
- 2008: Günther-Budelmann-Medaille des Berufsverbands Deutscher Internisten (BDI). In der Laudatio wird er mit folgenden Worten geehrt: „In vielen Jahrzehnten hat sich Professor Sewering durch seine berufspolitischen Aktivitäten wie kaum ein anderer um die Freiheit des ärztlichen Berufsstandes, die Unabhängigkeit der ärztlichen Selbstverwaltung und um das nationale Gesundheitswesen verdient gemacht.“[12] Die Deutsche Gesellschaft für Innere Medizin distanzierte sich von dieser Verleihung „auf das Deutlichste“.[13]
- Großes Verdienstkreuz (1975) mit Stern (1981) und Schulterband (1986) der Bundesrepublik Deutschland
- 2007: Ehrenvorsitzender der Hans-Neuffer-Stiftung
- Großer Verdienstorden der Republik Italien
- 1962: Bayerischer Verdienstorden
- Bayerische Verfassungsmedaille in Silber und Gold